# Drosophila gigas
Drosophila gigas är en tvåvingeart som beskrevs av Oswald Duda 1925. Drosophila gigas ingår i släktet Drosophila och familjen daggflugor.
Artens utbredningsområde sträcker sig från Nicaragua till Panama.